# Bernhard von Werder
Bernhard Franz Wilhelm von Werder, född den 27 februari 1823 i Potsdam, död den 19 mars 1907 i Berlin, var en preussisk militär och diplomat. Han var son till Franz Karl von Werder.
von Werder blev 1840 preussisk gardesofficer, 1852 major och flygeladjutant hos kung Vilhelm av Preussen samt 1866 överste och chef för gardesfysiljärregementet. Han var 1869—1886 kejsar Vilhelms Militärbevollmächtiger (ett slags vid tsarens person attacherad militärt sändebud) vid ryska hovet, ägde i hög grad Alexander II:s förtroende samt bidrog väsentligt till bevarandet av goda vänskapsförbindelser mellan de båda kejsarna. von Werder blev 1884 general av infanteriet samt var 1886—1888 guvernör i Berlin och 1892—1895 tysk ambassadör i Sankt Petersburg.